# Preliminary English Test
Preliminary English Test (PET) – drugi z kolei międzynarodowy egzamin, sprawdzający znajomość języka angielskiego przez osoby, dla których nie jest on językiem ojczystym, wydawanym przez University of Cambridge. Organizatorem egzaminu w Polsce jest British Council oraz wybrane szkoły językowe, które od 2009 r. pełnią funkcję centrów egzaminacyjnych.
Egzamin składa się z 3 części :
- Reading/Writing (czytanie i pisanie) – 90 minut,
- Listening (słuchanie) – 30 minut,
- Speaking (mówienie) – 12 minut.

Żeby zdać egzamin, należy zdobyć przynajmniej 70% punktów. 
Są cztery oceny pozytywne:
- Pass with Distinction
- Pass with Merit
- Pass
- Level A2

i dwie negatywne:
- Narrow Fail (N)
- Fail (F)